# Bishop Self-propelled gun
Die offiziell unter dem Namen Mounting, Valentine, 25-pdr Gun Mk I on Carrier, Valentine, 25-pdr Gun, Mk I eingeführte britische Selbstfahrlafette Bishop war im Zweiten Weltkrieg der erste Versuch der britischen Armee eine mobile Artillerie einzusetzen, welche sowohl im direkten als auch indirekten Schuss unterstützen konnte.

## Hintergrund
Nach der Niederlage der britischen Truppen in Nordfrankreich verlagerte sich das Kriegsgeschehen zwischen den Achsenmächten über Südost-Europa und die griechischen Inseln auf den nordafrikanischen Kriegsschauplatz. Sowohl in Frankreich als auch während der Kämpfe in Griechenland hatten die Briten die Möglichkeit bekommen, das aktuelle deutsche Konzept der Artillerieselbstfahrlafette in Form der Sturmgeschütze und 15-cm-sIG 33 (Sf) auf Pz. I B im Einsatz zu erleben.
Durch die weitgreifenden Operationen mit Umgehungen von Stellungslinien und schnelle massierte Vorstöße war die britische Artillerie immer wieder gezwungen ihre 25-pdr-Howitzer im direkten Schuss in offenen Feldstellungen gegen italienische oder deutsche Truppen einzusetzen. Es folgte die nachvollziehbare Forderung die Geschütze besser zu schützen und mobiler zu machen.

## Entwicklung
In der Absicht auch die Commonwealth-Truppen mit einer Artillerie-Selbstfahrlafette auszurüsten, wurde entsprechend der Forderung der 8th Army, ein Konzept vorgelegt bei dem die 25 pdr - Howitzer auf dem Fahrgestell des bereits verfügbaren Kampfpanzer Valentine montiert werden sollte. Die Firma Birmingham Railway Carriage and Wagon Company erhielt im Juni 1941 den Auftrag dieses Fahrzeug schnellstmöglich zu entwickeln. Es wurde schnell ein Prototyp produziert der im August 1941 fertig war und in die Erprobung ging.
Die 25-pdr wurde auf den Panzerkasten montiert und mit einem Kastenaufbau geschützt. Es wurden einige Nachbesserungen gefordert, welche insbesondere den Schutz der Bedienungsmannschaft betrafen, doch noch im November 1941 wurde eine Bestellung über 100 Fahrzeuge und eine Vormerkung für weitere 200 Fahrzeuge platziert.

## Technische Beschreibung
Dafür wurde die 25-Pfünder-Haubitze auf das Fahrgestell des Valentine gesetzt. Die Aufbauten waren starr und konnten nicht geschwenkt werden.

## Einsatz
Der Bishop wurde auch gebaut, um die 25-pdr-Batterien in Afrika als Panzerabwehrwaffe abzulösen.
Das Modell erwies sich als nicht erfolgreich, da es durch seinen hohen Turm ein ausgezeichnetes Ziel bot. Außerdem musste die Munition in einem Anhänger mitgeführt werden und der Turm hatte eine beschränkte Richthöhe, weshalb die Besatzung des Bishop bei indirektem Feuer vorher eine Erdrampe bauen musste.
Er war insoweit nützlich, als er das Potenzial des Typs und auch vermeidbare Fehler aufzeigte. Als der M7 Priest eingeführt wurde, verwendete man den Bishop bald nicht mehr.

## Technische Daten
- Kletterfähigkeit: 0,83 m
- Grabenüberschreitfähigkeit: 2,28 m
- Baujahr: 1941
- Stückzahl: ca. 100